# Zygmunt Rożen
Zygmunt Rożen herbu Gryf (ur. 1531) – rycerz polski.
W 1561 roku brał udział w wyprawie do Mołdawii. W 1572 roku podczas wycofywania się z Mołdawii wojsk polskich pod dowództwem Mikołaja Mieleckiego, Rożen stoczył słynną ówcześnie walkę z doborowymi oddziałami tureckimi zdobywając ich chorągiew. 
W 1574 roku czasie walk hetmana Jerzego Jazłowieckiego z Tatarami, Zygmunt Rożen pomimo choroby poprowadził do ataku i pokonał w walce silniejszy oddział tatarski. 